# Wicked (phim 2024)
Wicked (hay còn được gọi là Wicked: Phần Một) là một bộ phim điện ảnh Anh – Mỹ thuộc thể loại kỳ ảo – nhạc kịch ra mắt vào năm 2024 do Jon M. Chu làm đạo diễn, với phần kịch bản do Winnie Holzman và Stephen Schwartz chấp bút. Đây là phần đầu tiên của chuỗi phim hai phần được chuyển thể từ vở nhạc kịch Wicked của Holzman và Schwartz dựa trên tiểu thuyết Wicked: The Life and Times of the Wicked Witch of the Wes năm 1995 của Gregory Maguire và các nhân vật từ tiểu thuyết Phù thủy xứ Oz năm 1990 của L. Frank Baum, cũng như bộ phim chuyển thể cùng tên năm 1939. Tác phẩm có sự tham gia diễn xuất của hai diễn viên chính Cynthia Erivo và Ariana Grande, cùng với sự tham gia diễn xuất của các diễn viên phụ gồm Jonathan Bailey, Ethan Slater, Peter Dinklage, Jeff Goldblum và Dương Tử Quỳnh. Lấy bối cảnh tại Vùng đất Oz, tác phẩm xoay quanh nhân vật Elphaba, một người phụ nữ có làn da màu xanh và cách cô khám phá ra con đường để bản thân trở thành phù thủy cùng với người bạn Glinda.

## Diễn viên
- Cynthia Erivo thủ vai Elphaba Thropp, một người phụ nữ trẻ được sinh ra với làn xanh màu xanh mà sau này sẽ trở thành thành Phù thủy ác phương Tây.
- Ariana Grande thủ vai Glinda Upland, một người phụ nữ trẻ nổi bật mà sau này sẽ trở thành Phù thủy tốt phương Bắc.
- Jonathan Bailey thủ vai Fiyero Tigelaar, Hoàng tử Winkie, người mà Elphaba và Glinda gặp gỡ tại trường.
- Jeff Goldblum thủ vai Phù thủy xứ Oz.
- Ethan Slater thủ vai Boq, một người Munchkin mang lòng yêu Glinda.
- Michelle Yeoh thủ vai Quý bà Morrible, hiệu trưởng của Đại học Shiz.
- Marissa Bode thủ vai Nessarose Thropp, cô em gái nhỏ của Elphaba, người yêu của Boq và sau này sẽ trở thành Phù thủy ác phương Đông.
- Bowen Yang thủ vai Pfannee, bạn thời đại học của Glinda.
- Bronwyn James thủ vai ShenShen, bạn thời đại học của Glinda.
- Keala Settle thủ vai Cô Coddle, một nhân vật mới được tạo ra cho phim.
- Aaron Teoh thủ vai Averic, bạn của Fiyero.
- Colin Michael Carmichael thủ vai Giáo sư Nikidik, một giáo sư tại Đại học Shiz.
- Adam James thủ vai Cha của Glinda, một nhân vật mới được tạo ra cho phim.

## Hậu truyện
Ban đầu, phần phim được thông báo sẽ là một bộ phim điện ảnh, tuy nhiên đến tháng 4 năm 2022, bộ phim chính thức được xác nhận sẽ chia ra làm hai phần phim chính. Phần hầu truyện là Wicked: Phần Hai được dự kiến sẽ công chiếu vào ngày 26 tháng 11, 2025 trước khi bị thay đổi sang ngày 25 tháng 12, 2025 sau đó.